# ど〜んとドラゴン・キッドくん
『ど〜んとドラゴン・キッドくん』は、監修は闘龍門JAPAN。松下幸志による日本の漫画作品。『コミックボンボン』にて、2001年1月号から2003年4月号まで連載。

## 概要
闘龍門JAPAN所属のプロレスラードラゴン・キッドを主人公にしたギャグバトル漫画。掲載誌が児童向け故か下ネタが非常に多い。連載当時は闘龍門が本作の単行本を宣伝していた。

## あらすじ
メキシコシティに住むドラゴン・キッドは、両親から世界一の男になるための修行を受けていた。そんなある日、キッドはある人物から手に入れた日本にある「闘龍門」というプロレス小学校のパンフレットをダディに見せる。闘龍門に通って21世紀のヒーローになることを決意したキッドだが、反対を受ける。反対するダディを倒し、闘龍門に向かうことになったキッドはヒーローになれるのだろうか…。

## 登場人物
2001~2002年まで所属していた選手を元にしている。
ドラゴン・キッド
主人公。二頭身。
21世紀のヒーローになるためメキシコからやってきた。
必殺技は生まれたときに授かった「チンコロープ」と「タマバリア（自分もダメージを受ける）」。
当初は生意気な性格だった。
中盤で「ドラゴン一族」の末裔であったことが判明する。

### 闘龍門
ウルティモ・ドラゴン
闘龍門の校長。
転校初日に校舎を破壊したキッドに退学処分を出したが、キッドがドラゴンラナを体得したことで取り消す。
彼もドラゴン一族の一員でダディ・マミーとも旧知の仲だった。当初はおおドラゴンに媚びへつらっていたが不本意ながら反逆することになる。
終盤でサーベルタイガーに拉致される。
シーマ
闘龍門の生徒。ルード部部長。スモーやスワとは幼少期からの縁でクレイジーマックスを組んでいた。
連載初期は生意気なキッドを敵視していたが、腕は認めている。
終盤で、単身サーベルタイガーの住処かに赴くも返り討ちにあう。しかし、その際に前歯をへし折ったことでサーベル撃破につながった。
マグナム
闘龍門のエース。怪我で入院していた。
お調子者だが、リングに足を踏み入れると豹変する。
スモー
ルード部部員。食べ物で買収されるほど食いしん坊で温厚だが、空腹時に敵が食べ物に見える幻覚を見る。
後にダークネスによって「フジ」に改名された。
スワ
ルード部部員。奇声を発したり目に映ったものを攻撃するなど、狂人めいた行動が目立つ。しかし不意打ちが弱点。
その狂暴さによって檻に入れられたり麻酔で眠らせるなど猛獣のような扱いを受けている。
倒した相手の顔拓を集めるのが趣味。
サイトー
闘龍門の生徒。何故か酷い目に遭う事が多く、その度に「ママー」と叫んでいる。
アラケン、元気、斎藤了、いっちゃん
闘龍門の生徒たち。
M2K部（エムツーケーぶ）
「遅れてきた天才集団」と自称する3人組で闘龍門の生徒。メカの開発を行っている。
ダークネスドラゴン
中盤から登場。転入早々闘龍門や生徒達を金で買収した。
キッドに対して憎しみを抱いている。
直接対決で敗北後はキッドに感謝の意を送るが、突如ドラゴン一族に呪いをかけられてしまう。

### ドラゴン一族
おおドラゴン
ドラゴン一族の頭首。キッドと同じくらい背が異様に低く、キッド達からは「おおドラ」と呼ばれている。
ウルティモを尊大な性格をしている。闘龍門の生徒をガラクタ呼ばわりした挙句キッドを引き入れようとしたが、「ボケじじい」と罵倒され、さらにウルティモに殴り飛ばされたため、闘龍門を潰そうと目論む。三強王が倒された後はキッドと直接対決を挑むも敗北。
その後はサーベルタイガー襲撃後に再登場し、一族が解散してしまった事に対しシーマ達に逆恨みしていたが、サーベルを倒すためにキッド達に協力する。
ダディ、マミー
キッドの両親。
ドラゴンプリンス
ドラゴン一族最強の三人組である「エリート三強王」の一人。
ドラゴンラブ
「エリート三強王」の一人で女性。
ドラゴンはるか
「エリート三強王」の一人。

### その他
TARU

サーベルタイガー

## 単行本
1. ISBN 9784063239287
2. ISBN 9784063239508
3. ISBN 9784063239577
4. ISBN 9784063239751